# Dieter Lohse
Dieter Lohse (* 3. Juni 1940 in Frauenstein) ist ein deutscher Verkehrswissenschaftler und widmet sich vor allem der theoretischen Verkehrsplanung und der Modellierung der Verkehrsnachfrage und Verkehrsnetzberechnung.

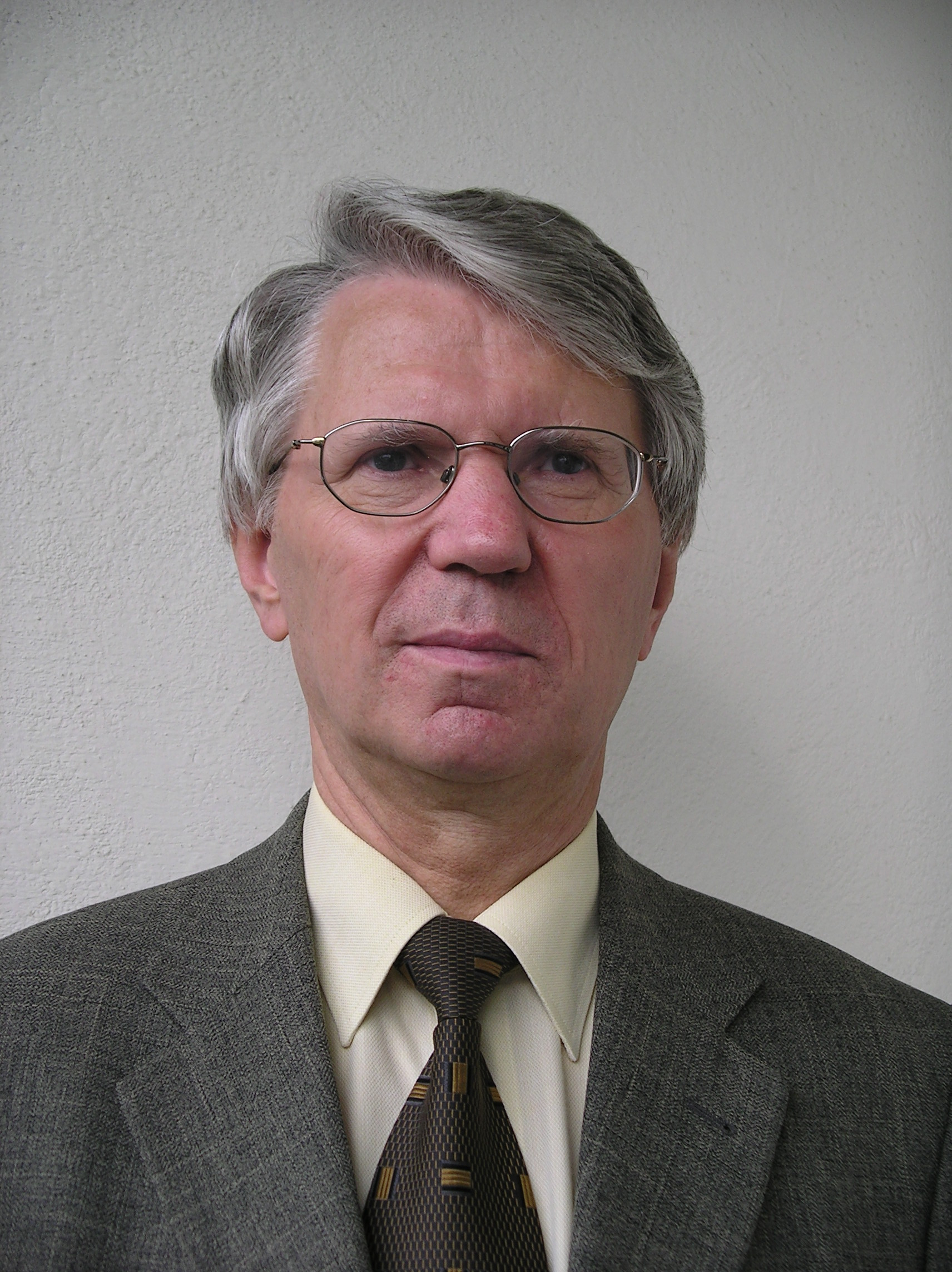
Dieter Lohse (2007)

## Leben
Lohse studierte und promovierte an der Hochschule für Verkehrswesen in Dresden.
Als Mitarbeiter an der Hochschule für Verkehrswesen beschäftigte er sich in den 1970er und 1980er Jahren mit der Modellierung des Verkehrsangebots und der Verkehrsnachfrage (Aktivitätenwahl, Zielwahl, Verkehrsmittelwahl, Routenwahl (Berechnung von Verkehrsaufkommen, Verkehrsströmen und Verkehrsnetzen)) und wirkte bei der Entwicklung des Systems repräsentativer Verkehrsbefragungen (SrV) für ausgewählte Städte in der DDR mit. Seine Forschungen unterstützten ferner die in der DDR gültigen Richtlinien für Stadtstraßen.
Nach der politischen Wende konnte er zum Professor berufen werden, was ihm davor trotz erfolgreicher Habilitation verwehrt geblieben war.
Lohse war von 1992 bis 2005 Inhaber der Professur für Theorie der Verkehrsplanung an der TU Dresden und war unter anderem Studiendekan für den Diplomstudiengang Verkehrsingenieurwesen. Im Jahr 2005 trat Lohse in den Ruhestand.
Sein in den 1970er Jahren grundsätzlich ausgearbeitetes Verkehrsnachfragemodell EVA wurde von ihm und seinen Mitarbeitern an seiner Professur intensiv und extensiv für den Personenverkehr und Wirtschaftsverkehr erweitert und im Programmsystem VISEVA, welches von der PTV Karlsruhe nachgenutzt und vertrieben wurde, für die Praxis umgesetzt. Das Verkehrsnachfragemodell ist jetzt in Teilen in das Programmsystem VISUM der PTV Karlsruhe integriert. Auch sein als Lernverfahren konzipiertes Verkehrsumlegungsverfahren wurde und wird von der PTV AG Karlsruhe innerhalb des Programmsystems VISUM genutzt.

## Veröffentlichungen
- 1977: Berechnung von Personenverkehrsströmen (Wissenschaft und Technik im Straßenwesen, Berlin, Heft 17)
- 1980: Grundlagen der Straßenverkehrstechnik und der Straßenverkehrsplanung (gemeinsam mit Werner Schnabel und weiteren Mitautoren; Transpress Verlag für Verkehrswesen, Berlin)
- 1989: Planung im Verkehrswesen, Band 2: Rechnergestützte Verkehrsplanung (Mitautor; Transpress Verlag für Verkehrswesen, Berlin)
- 1997: Ermittlung von Verkehrsströmen mit n-linearen Gleichungssystemen – Verkehrsnachfragemodellierung (Lohse, Teichert, Dugge, Bachner; Schriftenreihe des Instituts für Verkehrsplanung und Straßenverkehr der TU Dresden, Heft 5/1997)
- 1997: Grundlagen der Straßenverkehrstechnik und der Verkehrsplanung (2. neu bearbeitete Auflage; 2 Bände; gemeinsam mit Werner Schnabel; Verlag für Bauwesen, Berlin)
- 2011: Grundlagen der Straßenverkehrstechnik und der Verkehrsplanung (3. vollständig überarbeitete Auflage; 2 Bände; gemeinsam mit Werner Schnabel; Beuth Verlag, Berlin; Kirschbaum Verlag)